# Regimiento de Caballería de Tanques 6
El Regimiento de Caballería de Tanques 6 «Blandengues» (RC Tan 6) es una unidad táctica del arma de caballería del Ejército Argentino con asiento de paz en Concordia, provincia de Entre Ríos y bajo la dependencia orgánica de la II Brigada Blindada. Se reconoce descendiente del Cuerpo de Blandengues de la Frontera de Buenos Aires, con lo que es la unidad más antigua existente del Ejército Argentino.

## Historia
En marzo de 1820 la Junta de Representantes de Buenos Aires dispuso que el Cuerpo de Blandengues de la Frontera se integrara a los Húsares de Buenos Aires, desapareciendo temporalmente la unidad.
Hacia 1822, durante el gobierno de Martín Rodríguez, resurgieron teniendo su asiento en Guardia del Monte, participando en las expediciones de 1823 y 1824 contra los indígenas.
El 10 de julio de 1826, por decreto del presidente Bernardino Rivadavia, el cuerpo militar de los Blandengues pasó a llamarse Regimiento de Caballería de Línea n.º 6, participando, en el período 1826-1827 en la lucha contra los indígenas del Sur a órdenes del coronel Federico Rauch y del general Juan Manuel de Rosas, participando en las acciones de Tapalquén, Arroyo de las Salinas, Curú Malal, Sierra de la Ventana y Epecuén. Mientras que fue disuelto el cuerpo de Santa Fe. Sus guarniciones se hallaban en el Fuerte Independencia, Carmen de Patagones y las fronteras de Lobos y Chascomús. Luego de la sublevación del general Juan Lavalle del 1 de diciembre de 1828, permaneció leal al gobernador Manuel Dorrego, siendo partícipe de la derrota de Navarro. En 1829 es reorganizado como Regimiento 6 de Caballería de Campaña.
Parte del regimiento participó de la campaña de Rosas al Desierto en 1833. Intervino luego en la guerra civil en el bando de la Confederación Argentina, luchando en Chascomús, Quebracho Herrado, Famaillá, Rodeo del Medio y Arroyo Grande.
Luego de la batalla de Caseros fueron enviados a la frontera de Salta con el nombre de Regimiento de Dragones n.º 6. Desde 1856 pasaron a denominarse Regimiento n.º 6 de Caballería de Línea y tuvieron destacada actuación en las batallas de Cepeda (1859) y Pavón (1861) al mando del general Justo José de Urquiza. En 1863 fue renombrado Regimiento 6 de Caballería de Línea, con guarnición en Santa Fe hasta 1873. En 1874 participaron en la campaña contra Arredondo en Mendoza al mando de Julio Argentino Roca, combatiendo el segundo combate de Santa Rosa.
En el año 1879 participaron en la campaña del Desierto a las órdenes del coronel Nicolás Levalle y en el período 1883-1884 intervino en la Campaña al Chaco. En 1880 fue parte de las fuerzas que sitiaron Buenos Aires. Permanecieron en Tostado desde 1888 hasta 1911.
El 1 de junio de 1914 fue emplazado en la ciudad de Concordia, recuperando el 14 de mayo de 1964 su histórico nombre de Blandengues.
En el año 1969 cambió su nombre a Regimiento de Caballería de Tiradores Blindados 6 y en 1975 a Regimiento de Caballería de Tanques 6.
El Regimiento de Caballería de Tanques 6 integró el Agrupamiento C que se desplazó a la provincia de Tucumán por orden del Comando General del Ejército para reforzar la V Brigada de Infantería que llevaba adelante el Operativo Independencia. El Agrupamiento C se turnaba con los Agrupamientos A y B, creados para el mismo fin. Se enviaba un oficial y tres suboficiales.

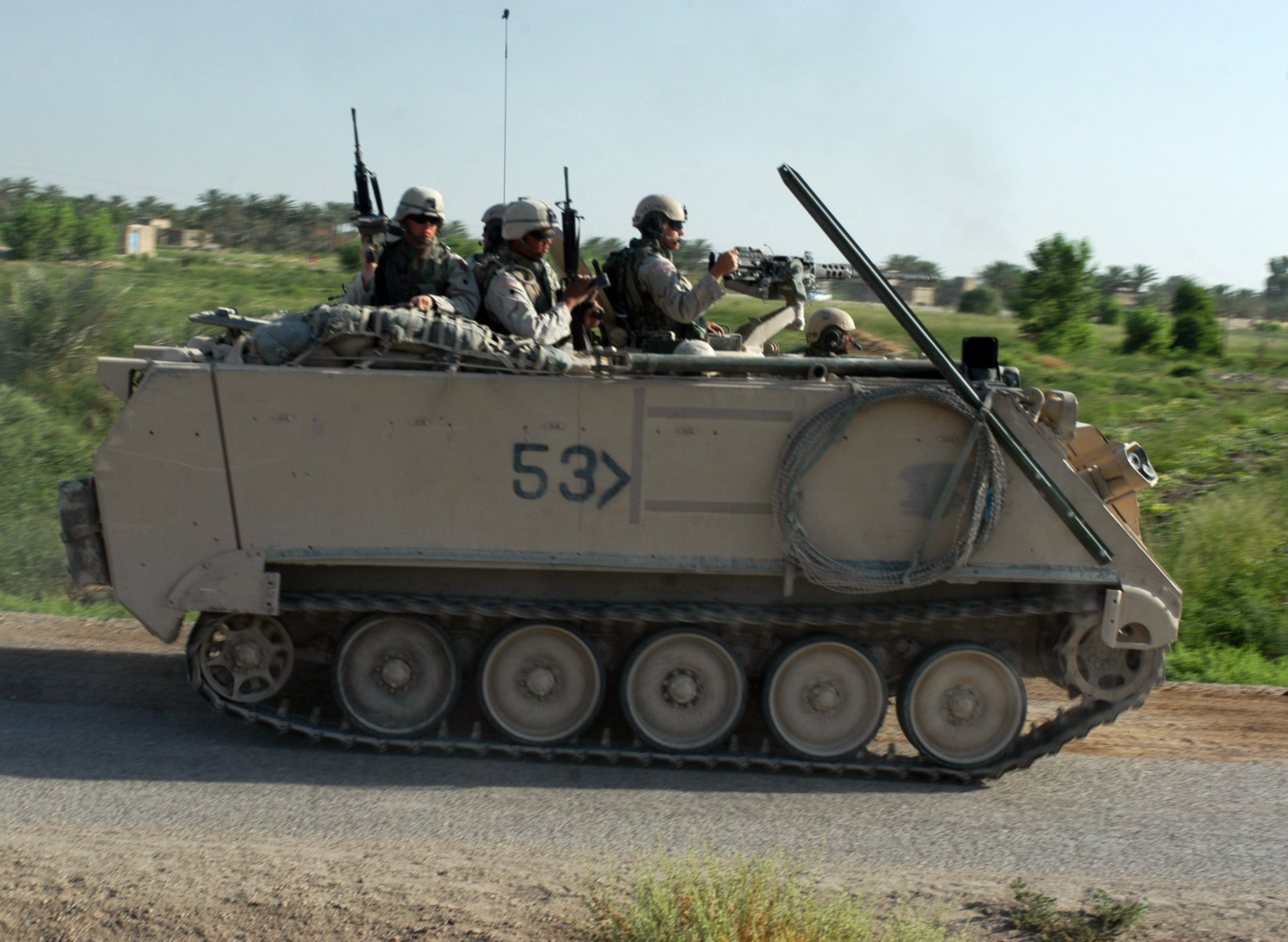
Vehículo blindado M113.

Nuevamente cambió de nombre en 1992 a Regimiento de Caballería 6 Escuela «Blandengues», albergando a la Escuela de Caballería.
El 6 de junio de 2003 cambió su nombre a Regimiento de Caballería de Tanques 6 «Blandengues», integrándose a la Brigada Blindada II «General Justo José de Urquiza».
El 3 de septiembre de 2013 se desplegó en la República de Chipre, conformando la Fuerza de Tarea Argentina 42 con su jefe de Regimiento, teniente coronel Miguel Ángel Salguero, 
12 oficiales y gran parte de sus efectivos, en la Misión de Mantenimiento de la Paz de las Naciones Unidas UNFICYP. Por esta operación se le otorgó la Medalla de las Naciones Unidas al Servicio de la Paz.
Brindó ayuda humanitaria a los damnificados por las inundaciones del Litoral argentino causadas por el desborde del Río Uruguay en numerosas ocasiones, especialmente en Concordia.
En la segunda quincena de noviembre de 2024 la unidad táctica participó del ejercicio "Soberanía" realizado por el Ejército Argentino en la región noreste de la Argentina.

## Organización

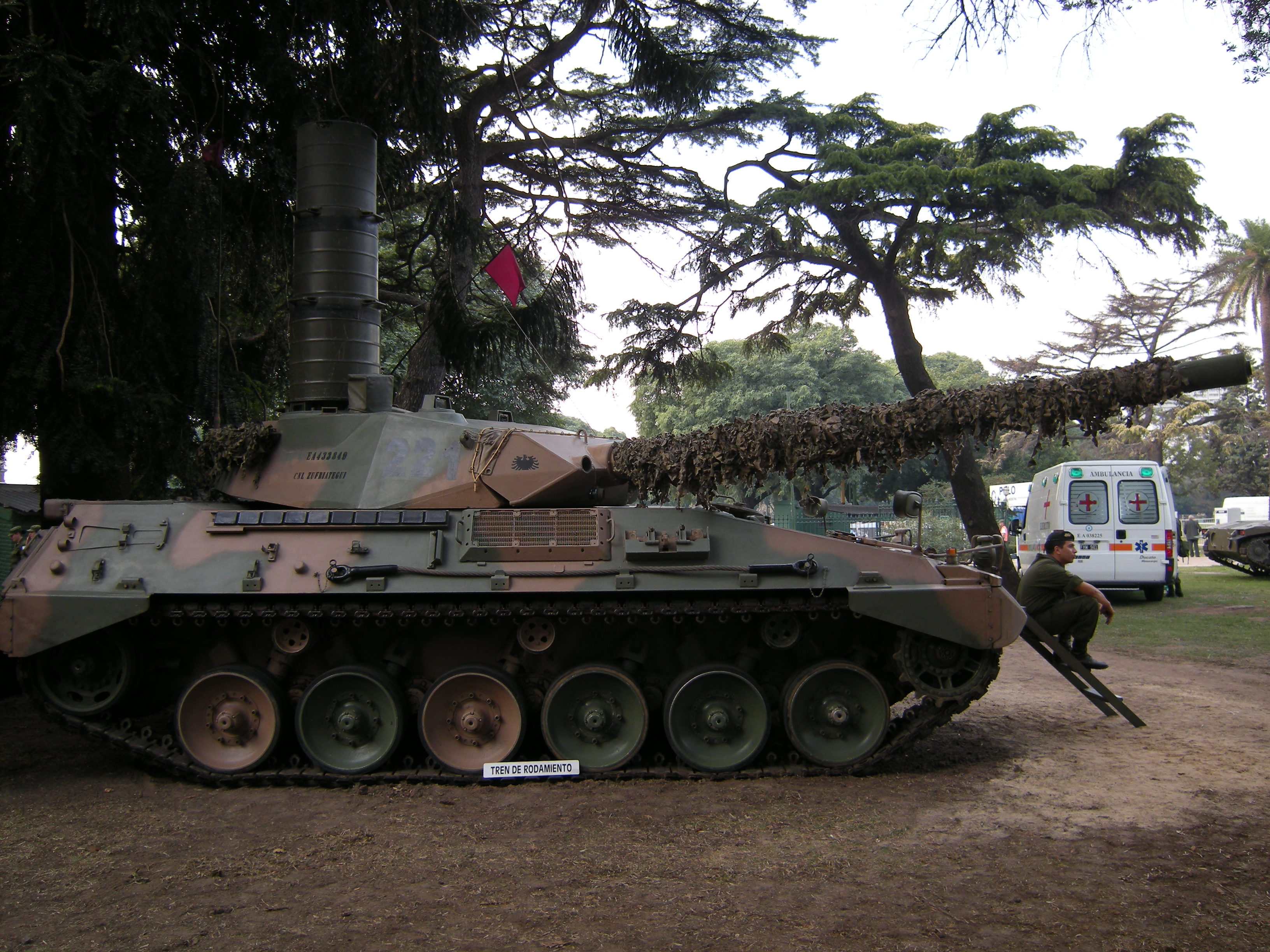
TAM con snorkel instalado, durante la Exposición del Ejército Argentino realizada en mayo de 2008.

La organización actual del regimiento comprende:
- Escuadrón de Tanques A «La Valerosa»,
- Escuadrón de Tanques B «La Atrevida», con sus dotaciones de tanques TAM,
- Escuadrón Comando y Servicio «La Invencible»,
- Banda Militar.

La jefatura está compuesta por un teniente coronel jefe del regimiento y un mayor, subjefe. La plana mayor la conforman: un oficial de operaciones, uno de finanzas, uno logístico y uno de personal.

## Asientos del regimiento
- 1826 Lobos y Carmen de Patagones.
- 1828 25 de Mayo y Laguna Blanca (Olavarría)
- 1856 Salta
- 1863 Norte de Santa Fe
- 1879 Carhué
- 1882 La Chacarita
- 1884 Norte de Santa Fe
- 1886 Resistencia
- 1896 Santa Fe y Río Cuarto
- 1897 Villa Mercedes
- 1899 Chaco
- 1900 Fortín Tostado (Santa Fe)
- 1911 Presidencia Roque Sáenz Peña (Chaco)
- 1914 Concordia